# OSS 117: 리오 대작전
OSS 117: 리오 대작전(OSS 117: Rio Ne Repond Plus)은 프랑스에서 제작된 미셀 하자나비시우스 감독의 2009년 모험, 코미디 영화이다. 장 뒤자르댕 등이 주연으로 출연하였고 니콜라스 엘트메이어 등이 제작에 참여하였다.

## 출연

### 주연
- 장 뒤자르댕
- 루이즈 몽놋

### 조연
- 루디거 보글러
- 피에르 벨레마르
- 세르주 하자나비시우스
- 로랑 카펠루토
- 문 데일리
- 월터 슈노켈
- 닉키 마르봇
- 크리스텔 코닐
- 장-마리 파리스
- 빈센트 하퀸
- 조셉 차넷
- 패트릭 보
- 장-루이 바르셀로나
- 귀욤 쉬프먼
- 루도빅 바우스
- 로버트 호엔
- 그레고리 로프레도

## 제작진
- 세트: 지메나 에스테베